# Marcel Broquet
Pour les articles homonymes, voir Broquet (homonymie).
 (août 2011).
Si vous disposez d'ouvrages ou d'articles de référence ou si vous connaissez des sites web de qualité traitant du thème abordé ici, merci de compléter l'article en donnant les références utiles à sa vérifiabilité et en les liant à la section « Notes et références ».
Marcel Broquet est un éditeur québécois d'origine suisse, fondateur en 1979 avec son épouse Françoise Labelle des Éditions Broquet. En 2007, Marcel Broquet a fondé avec Rosette Pipar une nouvelle maison d'édition qui porte son nom. 

## Biographie
Né vers 1936 à Soyhières en Suisse, Marcel Broquet émigre au Québec dans les années 1960 et prend la Québécoise Françoise Labelle pour épouse. Il est libraire jusqu'en 1975, à Verdun.
Quatre ans plus tard, avec son épouse Françoise Labelle, il fonde à Saint-Philippe-de-Laprairie Les Éditions Marcel Broquet. Cette maison publie entre autres des guides d'oiseaux et des livres sur la culture. En 1990, le nom de la maison est raccourci en Les Éditions Broquet. En 1995, la maison déménage à L'Acadie, puis en 1998 à Boucherville. En 2000, Marcel Broquet cède la maison à son fils Antoine. 
En 2004, il reçoit le Prix Fleury-Mesplet, décerné par le Salon du livre de Montréal.
En 2007, Marcel Broquet fonde, avec Rosette Pipar, une nouvelle maison d'édition à son nom : Marcel Broquet, la nouvelle édition. Reconnu comme spécialiste de la création de beaux livres d'art, plusieurs artistes québécois, leurs œuvres et leurs carrières ont été immortalisées dans le livre grâce au travail de cet éditeur; entre autres : Littorio Del Signore, Pellan et plusieurs autres.